# 奧涅加
63°55′N 38°05′E / 63.917°N 38.083°E
奧涅加（俄语：Оне́га）是俄羅斯阿爾漢格爾斯克州西北的一座城市，位於奧涅加河河口附近，离白海的奧涅加灣只有数千米的距离。1989年人口为26070人，2002年人口為23,430人，2010年人口为21359人。

## 历史
14世纪里首見於諾夫哥羅德共和國的文獻中，時稱為烏斯季-奧涅加（Усть-Оне́га）。当地的地主把他伐木的特权出售给英国工业家后他们在那里建造了一些锯木厂，1780年8月19日立市。1784年它成为县府。

## 经济

### 工业
奧涅加的工业基于木材工业，此外市内还有生产建筑材料的工业。

### 运输
奧涅加是白海湾里的一座小港，冬天港口经常冻住。阿尔汉格尔斯克去往摩爾曼斯克的铁路有一条支线通往奧涅加和白海城。在那里它遇到彼得罗扎沃茨克通往摩爾曼斯克的铁路。这条铁路是在第二次世界大战建造的，来把货物从摩爾曼斯克运往俄罗斯中部。
一条公路从奧涅加通往北德文斯克。在奥涅加河的左岸没有全年可以用的公路。
奧涅加河上可以行船，上面有定期的班船航行，奧涅加湾里也有有限的客船航行。
奧涅加机场每周有班机飞往阿尔汉格尔斯克。奧涅加附近还有一未完成的机场。

#### 运油
2003年俄罗斯内地运油船开始使用白海-波羅的海運河运输重油。使用内陆船把油送到奧涅加湾内一座浮岛转装站上，离奧涅加东北36千米，然后使用拉脫維亞海船运出。
2003年9月1日一条俄罗斯内陆船与一条拉脱维亚海船在这样的转装时相撞，导致油外洩。次年类似的计划没有再被批准。
2005年又有计划把油通过铁路运送到附近，然后用水下输油管送到浮岛上转装。

## 文化和休养
奧涅加历史博物馆是市内唯一的一座国立博物馆。
奧涅加岸前的基島上原有一座修道院，在苏联宗教迫害过程中被关闭。

## 气候
| Onega             | Onega    | Onega    | Onega   | Onega   | Onega   | Onega   | Onega   | Onega   | Onega   | Onega  | Onega   | Onega    | Onega   |
| 月份              | 1月      | 2月      | 3月     | 4月     | 5月     | 6月     | 7月     | 8月     | 9月     | 10月   | 11月    | 12月     | 全年    |
| ----------------- | -------- | -------- | ------- | ------- | ------- | ------- | ------- | ------- | ------- | ------ | ------- | -------- | ------- |
| 平均高温 °C（°F） | −10 (14) | −7 (19)  | −1 (30) | 3 (37)  | 11 (52) | 17 (63) | 20 (68) | 16 (61) | 11 (52) | 3 (37) | −1 (30) | −6 (21)  | 5 (41)  |
| 日均气温 °C（°F） | −12 (10) | −10 (14) | −4 (25) | —       | 7 (45)  | 13 (55) | 16 (61) | 13 (55) | 8 (46)  | 2 (36) | −3 (27) | −8 (18)  | 2 (36)  |
| 平均低温 °C（°F） | −16 (3)  | −13 (9)  | −7 (19) | −2 (28) | 3 (37)  | 9 (48)  | 12 (54) | 9 (48)  | 5 (41)  | —      | −5 (23) | −11 (12) | −1 (30) |
| 平均降水天数      | 26       | 23       | 23      | 19      | 17      | 17      | 15      | 18      | 20      | 24     | 25      | 28       | 255     |
| 来源：Weatherbase |          |          |         |         |         |         |         |         |         |        |         |          |         |

## 名人
1911年尼古拉·伊万诺维奇·布哈林被流放到奧涅加，1912年他离开逃亡德国。